# 顺海省
顺海省（越南语：／），是1976年至1991年间位于越南南中部的省份，省莅在潘切市社，今属平顺省和宁顺省。

## 地理
顺海省北接富庆省，南临南海，西接林同省和同奈省。面积11422平方千米，1990年人口为1169930人。

## 历史
1976年2月，平顺省、宁顺省和平绥省合并为顺海省，省莅潘切市社。下辖潘切市社、潘郎市社2市社和安福县、北平县、德灵县、咸新县、咸顺县、宁海县和宁山县7县。
1977年4月27日，越南政府调整顺海行政区划。撤销潘郎市社、安福县，安福县8社和潘郎市社3社与宁山县合并为安山县，安福县4社和潘郎市社6社并入宁海县。
1977年12月15日，以富贵岛设富贵县，咸顺县1社划归潘切市社管辖。
1981年9月1日，安山县和宁海县析置潘郎-塔占市社，安山县其余部分分设为宁山县和宁福县。
1982年12月30日，北平县析置绥丰县，德灵县析置性灵县，咸顺县分设为咸顺南县和咸顺北县。
1991年时，顺海省下辖潘切市社、潘郎-塔占市社2市社和宁福县、宁山县、宁海县、北平县、绥丰县、德灵县、性灵县、富贵县、咸新县、咸顺北县和咸顺南县11县。
1991年12月26日，越南国会通过决议，撤销顺海省，恢复平顺省和宁顺省。宁顺省下辖潘郎-塔占市社和宁山县、宁海县和宁福县3县，省莅潘郎-塔占市社；平顺省下辖潘切市社和北平县、绥丰县、德灵县、性灵县、富贵县、咸新县、咸顺北县和咸顺南县8县，省莅潘切市社。

## 行政区划
1991年，顺海省下辖2市社11县。
- 潘切市社
- 潘郎-塔占市社
- 宁福县
- 宁山县
- 宁海县
- 北平县
- 绥丰县
- 德灵县
- 性灵县
- 富贵县
- 咸新县
- 咸顺北县
- 咸顺南县